# Pomadasys
Pomadasys är ett släkte av fiskar i familjen grymtfiskar (Haemulidae). Släktet beskrevs och fick sitt vetenskapliga namn år 1802 av den franska greven och naturforskaren Bernard-Germain de Lacépède (1756–1825).

## Dottertaxa tillPomadasys, i alfabetisk ordning[1]
- Pomadasys aheneus
- Pomadasys andamanensis
- Pomadasys argenteus
- Pomadasys argyreus
- Pomadasys auritus
- Pomadasys bayanus
- Pomadasys bipunctatus
- Pomadasys branickii
- Pomadasys commersonnii
- Pomadasys corvinaeformis
- Pomadasys crocro
- Pomadasys empherus
- Pomadasys furcatus
- Pomadasys guoraca
- Pomadasys hasta
- Pomadasys incisus
- Pomadasys jubelini
- Pomadasys kaakan
- Pomadasys laurentino
- Pomadasys macracanthus
- Pomadasys maculatus
- Pomadasys multimaculatus
- Pomadasys olivaceus
- Pomadasys panamensis
- Pomadasys perotaei
- Pomadasys punctulatus
- Pomadasys quadrilineatus
- Pomadasys ramosus
- Pomadasys rogerii
- Pomadasys schyrii
- Pomadasys striatus
- Pomadasys stridens
- Pomadasys suillus
- Pomadasys taeniatus
- Pomadasys trifasciatus
- Pomadasys unimaculatus